# Zamek w Łańcucie

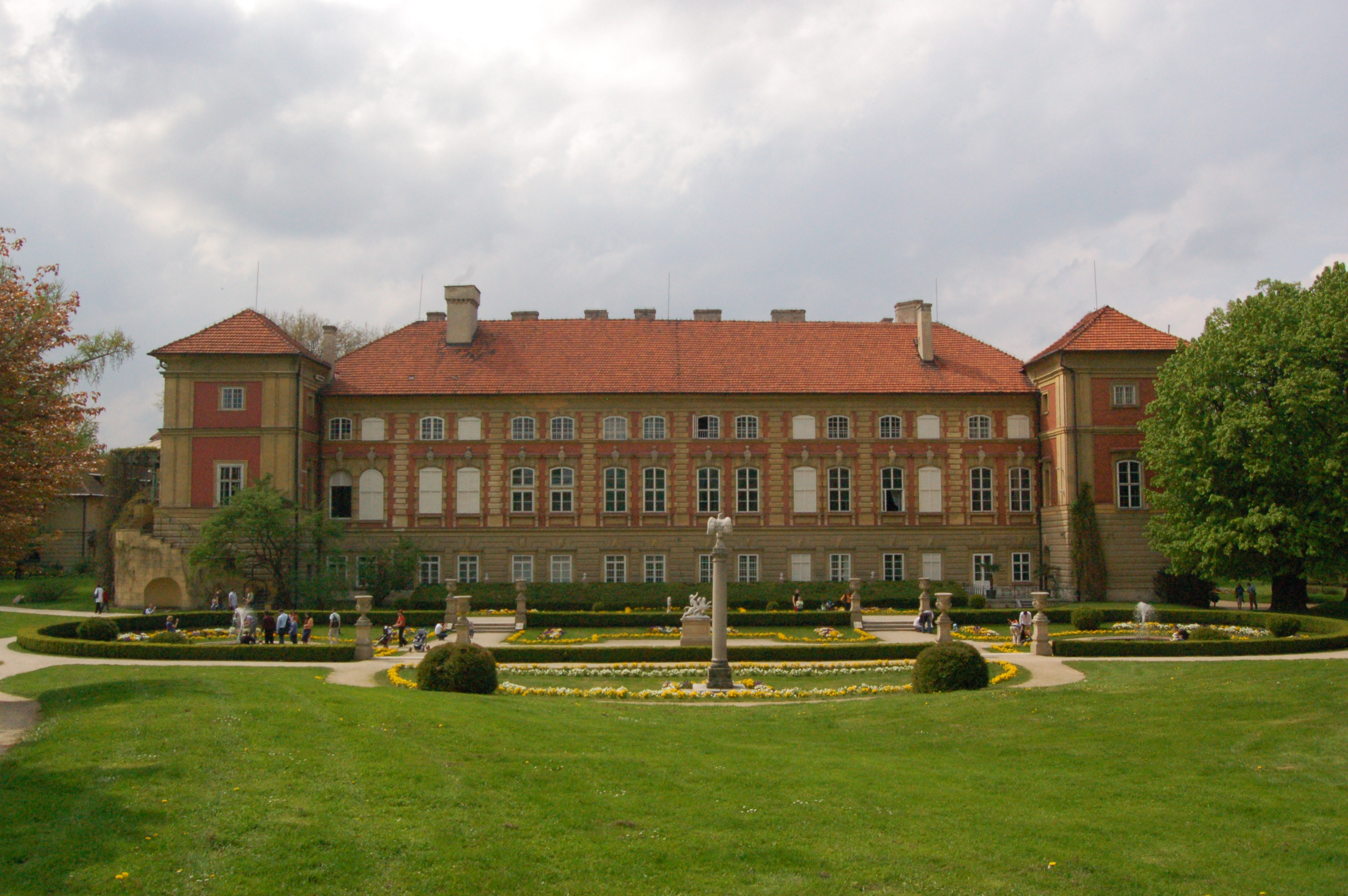
Zamek w Łańcucie – widok od strony Ogrodu Włoskiego

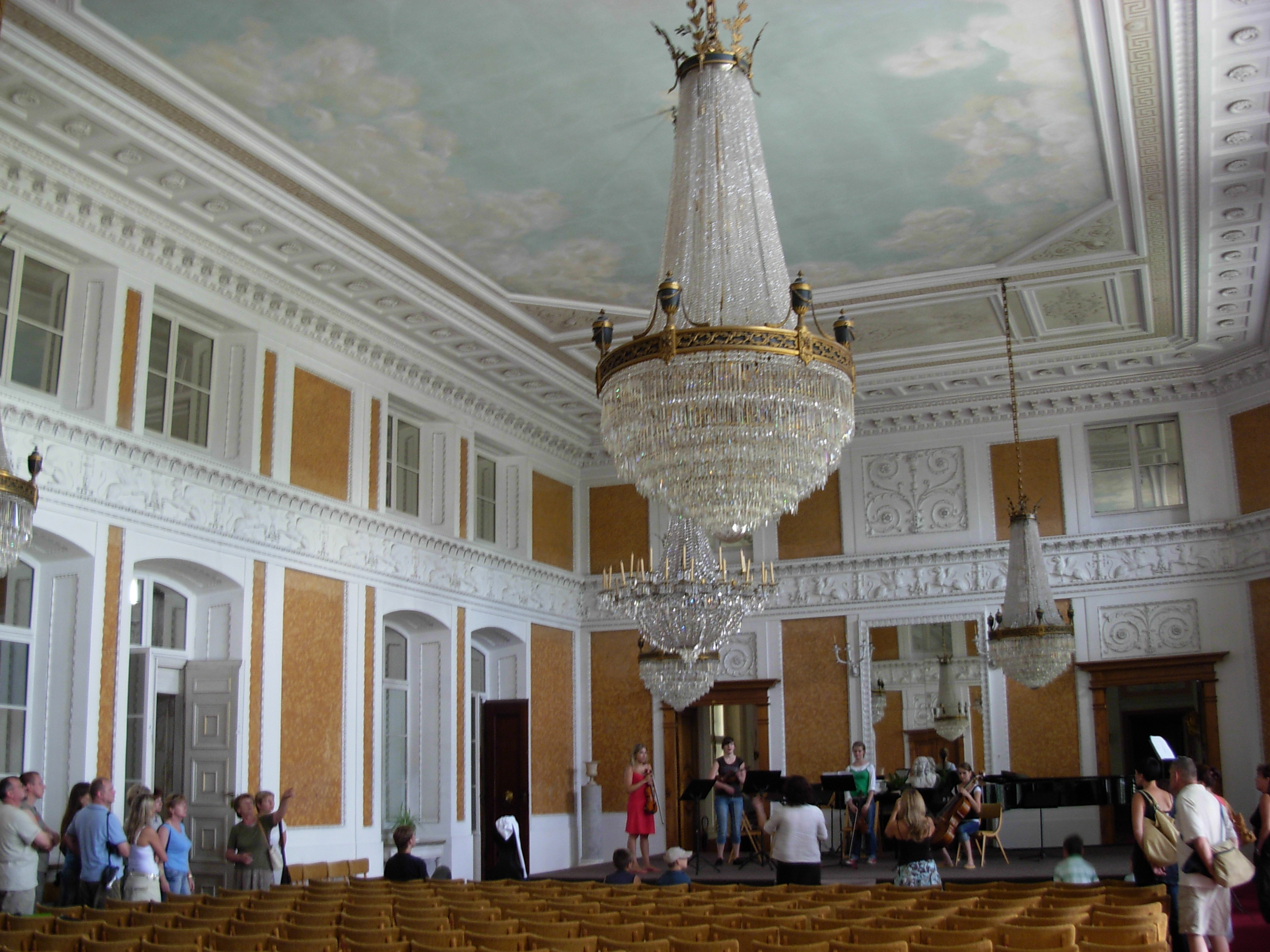
Sala Balowa

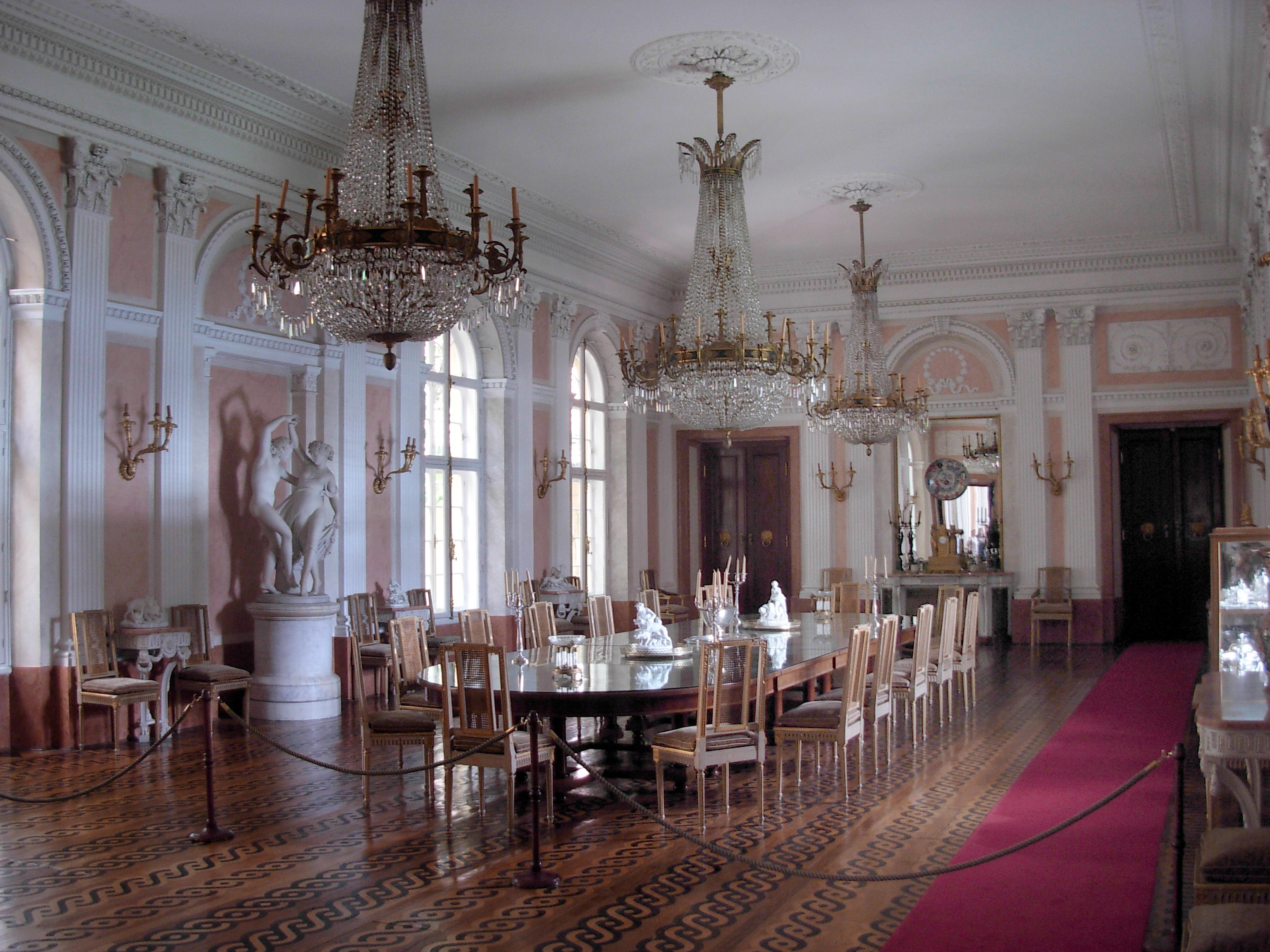
Jadalnia Wielka

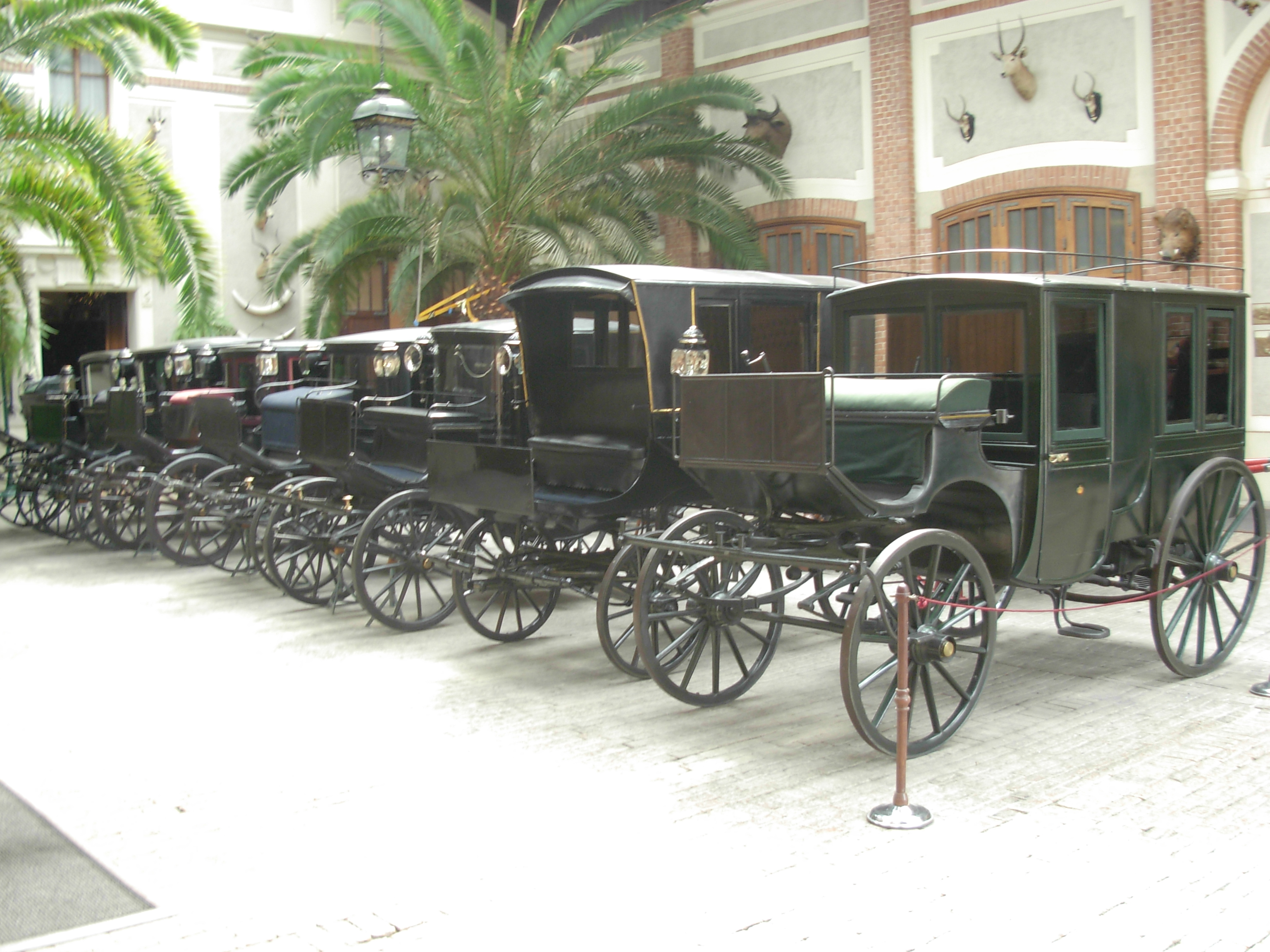
Fragment kolekcji powozów

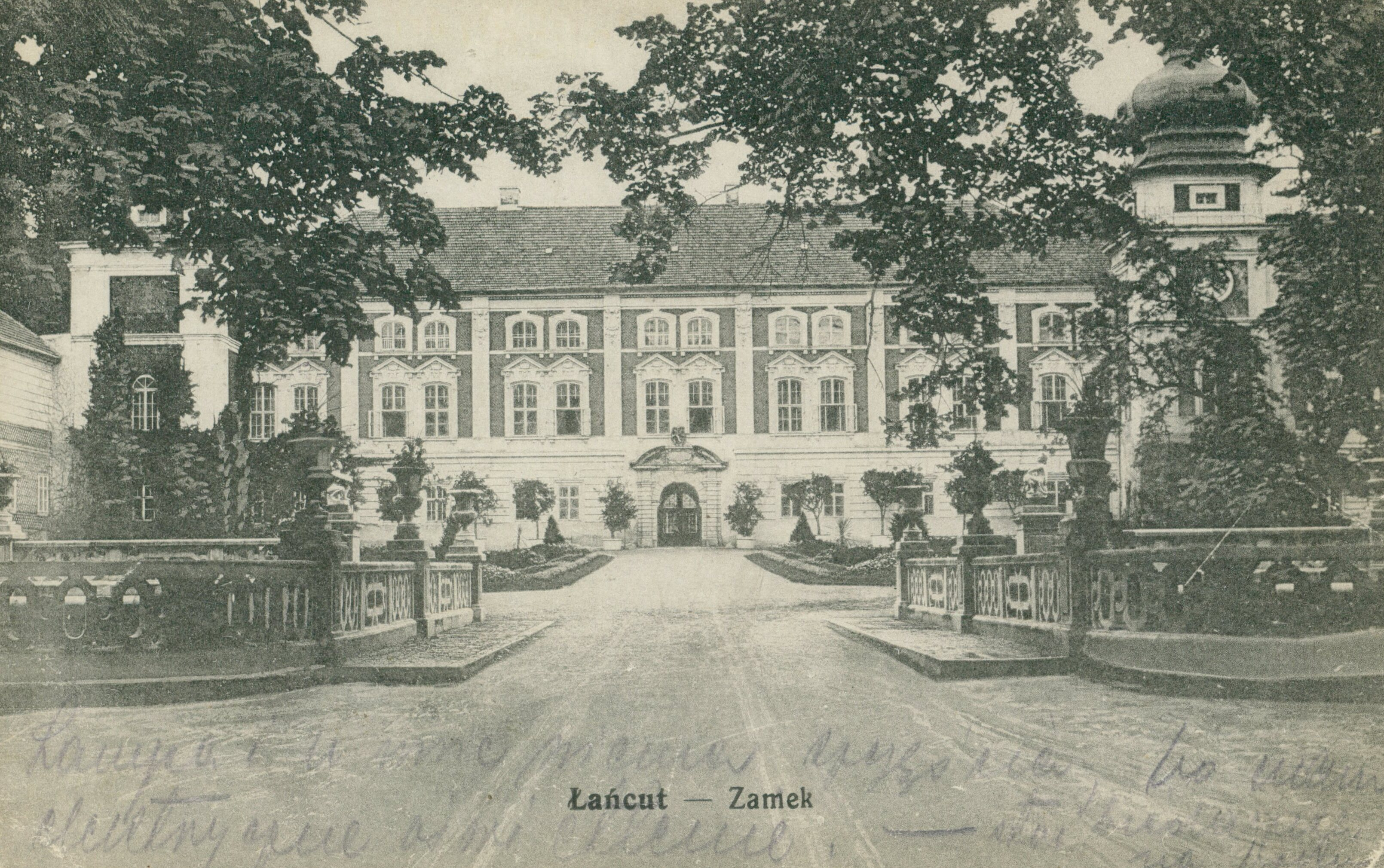
Zamek około 1915

Zamek w Łańcucie, także Zamek Lubomirskich i Potockich w Łańcucie – dawna rezydencja magnacka znajdująca się w Łańcucie, w województwie podkarpackim. Siedziba Muzeum – Zamku w Łańcucie.
Zespół zamkowo-parkowy w Łańcucie został wpisany na listę pomników historii 1 września 2005 roku.

## Historia
Pierwotna rezydencja w postaci wieży obronnej znajdująca się na terenie istniejącego dziś założenia, zbudowana została prawdopodobnie przez ród Pileckich i jest datowana na 2 poł. XVI wieku. Zamek około 1610 roku został rozbudowany przez Stadnickich i jego plan przybrał kształt podkowy. Najpoważniejsza rozbudowa według projektu autorstwa Macieja Trapoli nastąpiła w latach 1629–1641, gdy właścicielem obiektu był wojewoda Stanisław Lubomirski. Stąd często stosowana nazwa Zamek Lubomirskich w Łańcucie. Zamek został wtedy otoczony potężnymi fortyfikacjami bastionowymi, które uchroniły go przed zdobyciem przez Szwedów w 1655 i Siedmiogrodzian w 1657 roku. W roku 1745 właścicielem zamku w Łańcucie został marszałek wielki koronny Stanisław Lubomirski. Po śmierci Stanisława Lubomirskiego pełne władanie nad zamkiem uzyskała jego żona Izabela Lubomirska z Czartoryskich (powszechnie nazywana księżną marszałkową), która po 1783 roku tereny fortyfikacji ziemnych zamieniła na ogrody. Po jej śmierci, w roku 1816, Łańcut przeszedł w ręce jej wnuków Alfreda i Artura Potockich. W roku 1830 Łańcut stał się ordynacją z Alfredem Potockim jako pierwszym ordynatem. Artur Potocki otrzymał Krzeszowice.

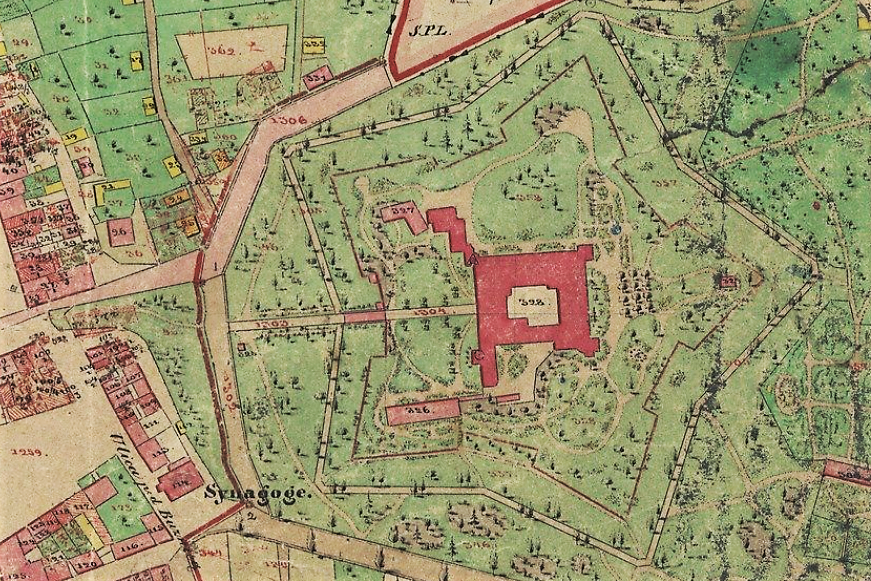
Plan z 1849 roku

Potoccy w czasie II wojny światowej nie byli prześladowani przez Niemców, a w zamku mieścił się sztab Wehrmachtu. Przed wkroczeniem Armii Czerwonej 1 sierpnia 1944 roku, Alfredowi Potockiemu udało się uciec na Zachód i bardzo wiele dóbr zamkowych – za pozwoleniem Niemców – wywieźć. W czasie działań wojennych II wojny światowej zamek nie ucierpiał.
Zamek został przejęty przez władze Polski Ludowej i zamieniony w muzeum. Dział Edukacji Muzealnej prowadzi zajęcia warsztatowe w oparciu o zbiory muzeum dla szkół podstawowych, gimnazjów i szkół średnich. Można tu zamówić lekcje m.in. na tematy biblijne i mitologiczne w malarstwie, judaizm – religia i sztuka, obyczaje i zwyczaje w dawnej Polsce, teatr dworski i tradycje żywych obrazów. Sprzyjają temu m.in. oryginalne dekoracje teatralne i scenograficzne projekty z przełomu XIX i XX w., unikatowe w skali polskiej.
Ostatni proboszcz w Monasterzyskach ks. Antoni Joniec zabrał ze sobą obraz Matki Boskiej Bolesnej z miejscowego kościoła i umieścił ją w kaplicy zamkowej. W r. 1950 jego bratanek ks. Kazimierz Joniec przewiózł obraz do kościoła w Bogdanowicach.
W nawiązaniu do tradycji zapoczątkowanych przez księżnę Izabelę Lubomirską zamek prowadzi ożywioną działalność muzyczną. Od 1960 roku nieprzerwanie do dziś, zawsze w maju, organizowana jest impreza, która nosiła pierwotnie nazwę Dni Muzyki Kameralnej. W 1981 roku przekształcono ją w Festiwal Muzyki, którego dyrektorem artystycznym został Bogusław Kaczyński. Festiwal jest jedną z najważniejszych imprez muzyki poważnej w kraju. Od 1975 roku organizowane są tu również mistrzowskie kursy interpretacji muzycznej.
Zamek pełni również funkcje reprezentacyjne i służebne wobec instytucji państwowych. W 1996 roku odbyło się tu spotkanie 9 prezydentów państw Europy Środkowej. Dość często odbywają się w nim również sympozja naukowe. Osobom fizycznym i instytucjom prywatnym pomieszczeń zamkowych nie udostępnia się. Wyjątek uczyniono jedynie dwa razy – dla potomków byłych właścicieli. W zamku odbyły się uroczystości ślubne Stanisława Potockiego i Rosy Larco de la Fuente oraz część uroczystości pogrzebowych związanych ze sprowadzeniem do Polski prochów śp. Elżbiety z Radziwiłłów Potockiej, jej synów Alfreda i Jerzego oraz jego żony Susany Iturreguiy Orbegoso.
W 1981 r. Ministerstwo Kultury i Sztuki kupiło dla zamku w Galerii Heim w Londynie kilka portretów Potockich, a istniejąca od kilku lat Fundacja na rzecz Muzeum-Zamku w Łańcucie nabyła portret Alfreda I Potockiego pędzla Jana Tabińskiego. Na terenie zamku powstała też kolekcja sztuki cerkiewnej oraz izba pamięci 10 Pułku Strzelców Konnych. Do obiektów objętych oddziaływaniem muzeum włączono również ufundowaną przez jednego z Lubomirskich synagogę ze zbiorami judaików.

## Wnętrza zamku
Na tle innych magnackich rezydencji w Polsce zamek w Łańcucie wyróżnia się – mimo strat – bogactwem zbiorów i zachowanymi założeniami parkowo-pałacowymi, a więc ogrodami, budynkami mieszkalnymi i służebno-gospodarczymi.
Po wejściu do zamku przechodzi się do Wielkiej Sieni, której układ zachował się aż z XVII wieku. Jest tam jeden filar i 4 przęsła sklepienia. Na sklepieniu znajdują się 3 herby rodzin spokrewnionych z Lubomirskimi (Czartoryskich, Sanguszków i Radziwiłłów) oraz herb samych Lubomirskich.
Najważniejsze sale zamku w Łańcucie to:
- Sala Balowa
- Jadalnia Wielka
- Sala Kolumnowa
- Teatr Dworski
- Galeria Rzeźb
- Chińskie Pokoje

Oryginalne jest ich wyposażenie, w tym kolekcja pojazdów konnych wraz z akcesoriami. Do najcenniejszych dzieł sztuki należą m.in. autoportret Sofonisby Anguissoli z 1556 r. i rzeźba dłuta Antonia Canovy przedstawiająca Henryka Lubomirskiego jako Amora. W Łańcucie znajduje się również największy w Polsce i najlepiej zachowany przykład biblioteki magnackiej (liczącej 22 tys. woluminów).

## Park
Wokół zamku znajduje się park o charakterze angielskiego parku krajobrazowego. Obecny jego kształt w znacznym stopniu powstał pod koniec XVIII i na początku XIX wieku kiedy należał on do Stanisława i Izabeli Lubomirskich. Księżna marszałkowa Izabela Lubomirska z zamiłowaniem dbała o sukcesywne powiększanie i ulepszanie zamkowych ogrodów, zamkowej Oranżerii oraz parku. Park ma obszar 36 ha i dzieli się na: park wewnętrzny w obrębie fosy i park zewnętrzny poza fosą na wschód od zamku. W skład parku wewnętrznego wchodzą Ogród Włoski, Ogród Różany oraz Ogród Bylinowy; znajduje się w nim również glorieta (ok. 1800).
Na terenie parku znajduje się szereg obiektów zabytkowych: Oranżeria (1802), Zameczek Romantyczny (1800), ujeżdżalnia (1830), stajnie (1898), wozownia (1902), szkoła muzyczna (dawniej dom ogrodników), Storczykarnia (1904/2008), oraz korty tenisowe. W obrębie parku znajduje się także niewielki staw.

## Fortyfikacje
Pierwotna wieża obronna znajdująca zbudowana została prawdopodobnie przez ród Pileckich i jest datowana na 2 poł. XVI wieku. Powstała jako obiekt najstarszy w całym założeniu i była później częścią obronnego fortalicjum z pocz. XVII wieku należącego do rodu Stadnickich. Stadniccy po 1610 roku rozbudowali fortalicjum w zamek na planie podkowy z krużgankami i czterema małymi bastejami w narożach. W latach 1629–1641 wojewoda Stanisław Lubomirski całkowicie przebudował zamek na założenie w typie palazzo in fortezza otaczając zamek potężnymi ziemno-murowanymi fortyfikacjami bastionowymi na planie gwiazdy oraz fosą. Plan zamku był autorstwa Macieja Trapola, a fortyfikacje zaprojektował Krzysztof Mieroszewski. Fortyfikacje były na tyle potężne, że w 1655 roku Szwedzi pod dowództwem gen. Douglasa nawet nie próbowali szturmu i po odmowie kapitulacji przez komendanta Adama Dzierżaka wycofali się spod zamku. W 1657 roku twierdza obroniła się także przed siedmiogrodzkimi wojskami Rakoczego. W 2 poł. XVII wieku przeprowadzono remont i unowocześnienie fortyfikacji. Po 1783 roku księżna Izabela Czartoryska rozpoczęła poszerzanie ogrodów w związku z czym zniwelowano częściowo fortyfikacje bastionowe przez co straciły one funkcje obronne. Do dzisiaj jednak widoczny jest ich zarys w terenie.

## Muzeum
W zamku działa Muzeum – Zamek w Łańcucie, którego dyrektorem jest dr Piotr Szopa:
- Dział Wnętrz
- Dział Pojazdów Konnych
- Dział Konserwacji Parku
- Biblioteka i Archiwum
- Dział Historii Miasta i Regionu
- Dział Sztuki Cerkiewnej.

## Dyrektorzy Muzeum-Zamku
- Antoni Duda-Dziewierz (1952–1973)
- Władysław Czajewski (1973–1990[3])
- Wit Karol Wojtowicz (1990[3]–2023[4])
- Krzysztof Żaba (w 2023, p.o.)
- Piotr Szopa (od 1 listopada 2023)[5]

## Odniesienia w kulturze
W zamku w Łańcucie kręcono sceny do dwóch znanych polskich filmów fabularnych: Trędowatej (1976) i Hrabiny Cosel (1968). Plenery zamku pojawiają się także w filmie Pałac (1980).

## Numizmatyka
W 1993 roku wydano dwie monety okolicznościowe z wizerunkiem zamku w Łańcucie. Monety miały nominały 20 000 i 300 000 złotych (monetę o nominale 20 000 złotych wyemitowano w nakładzie 500 000 sztuk, zaś monetę o nominale 300 000 złotych w nakładzie 20 000 sztuk).

## Galeria

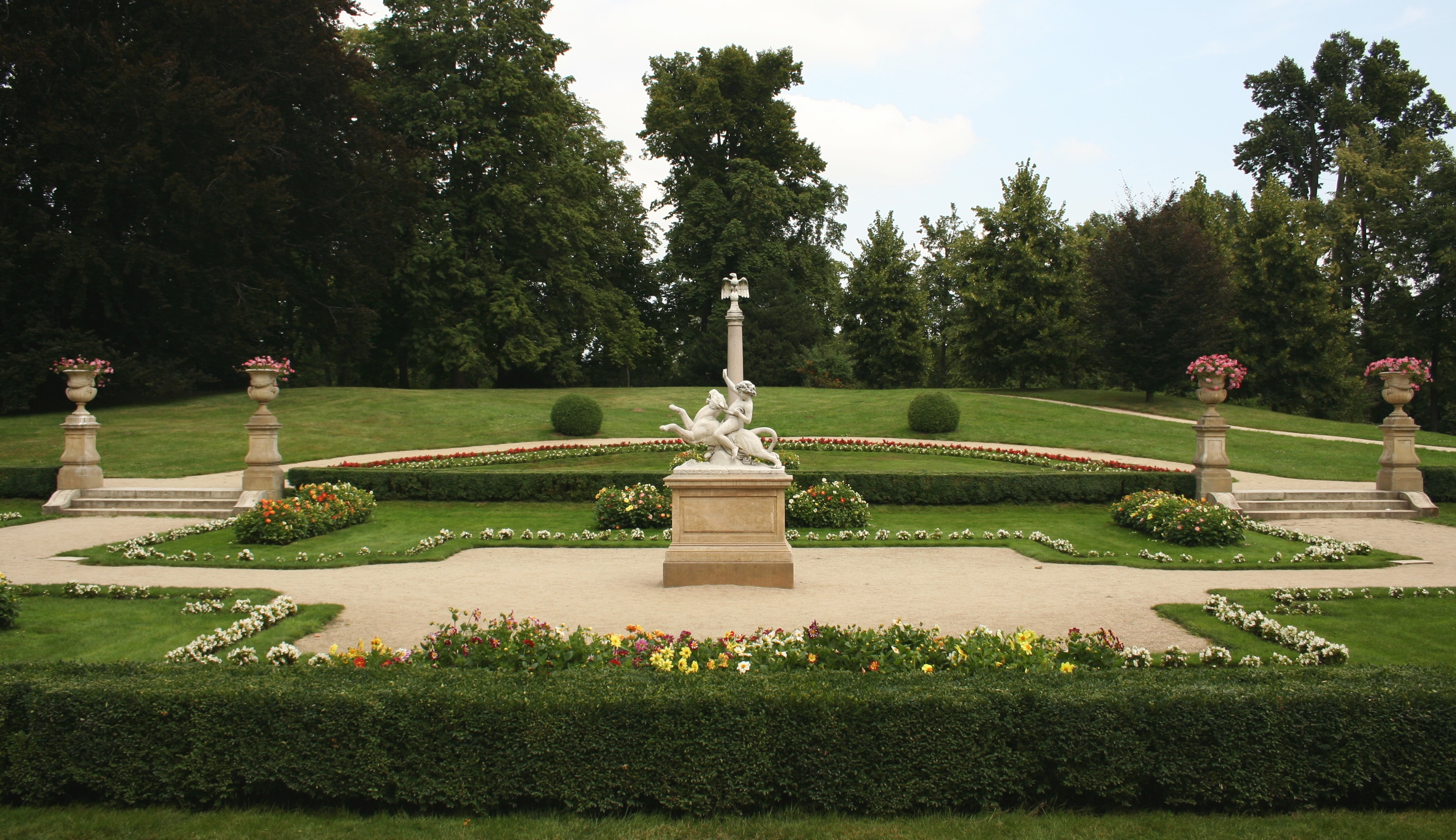
Ogród Włoski
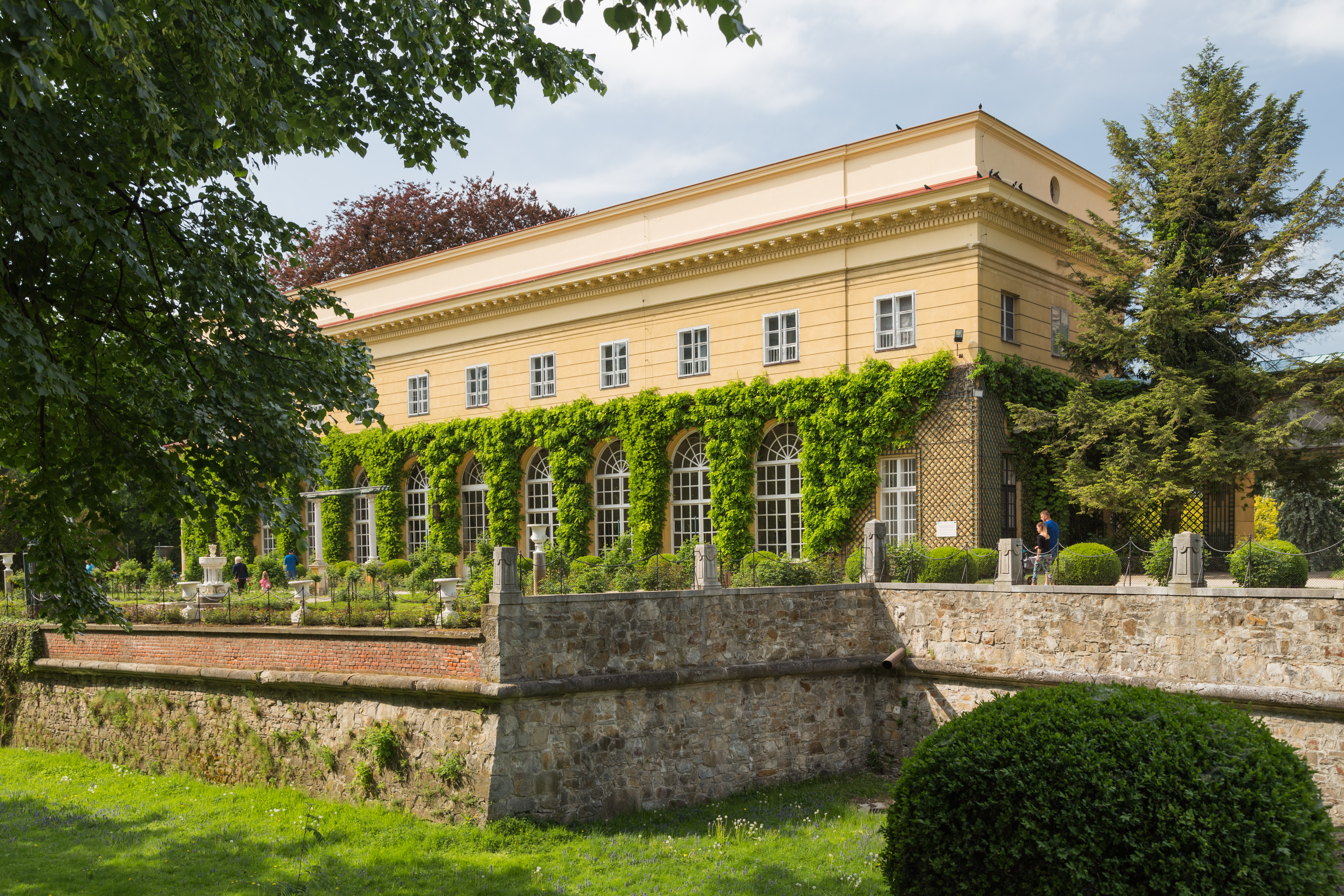
Oranżeria (obecnie Centrum Edukacji Tradycji)
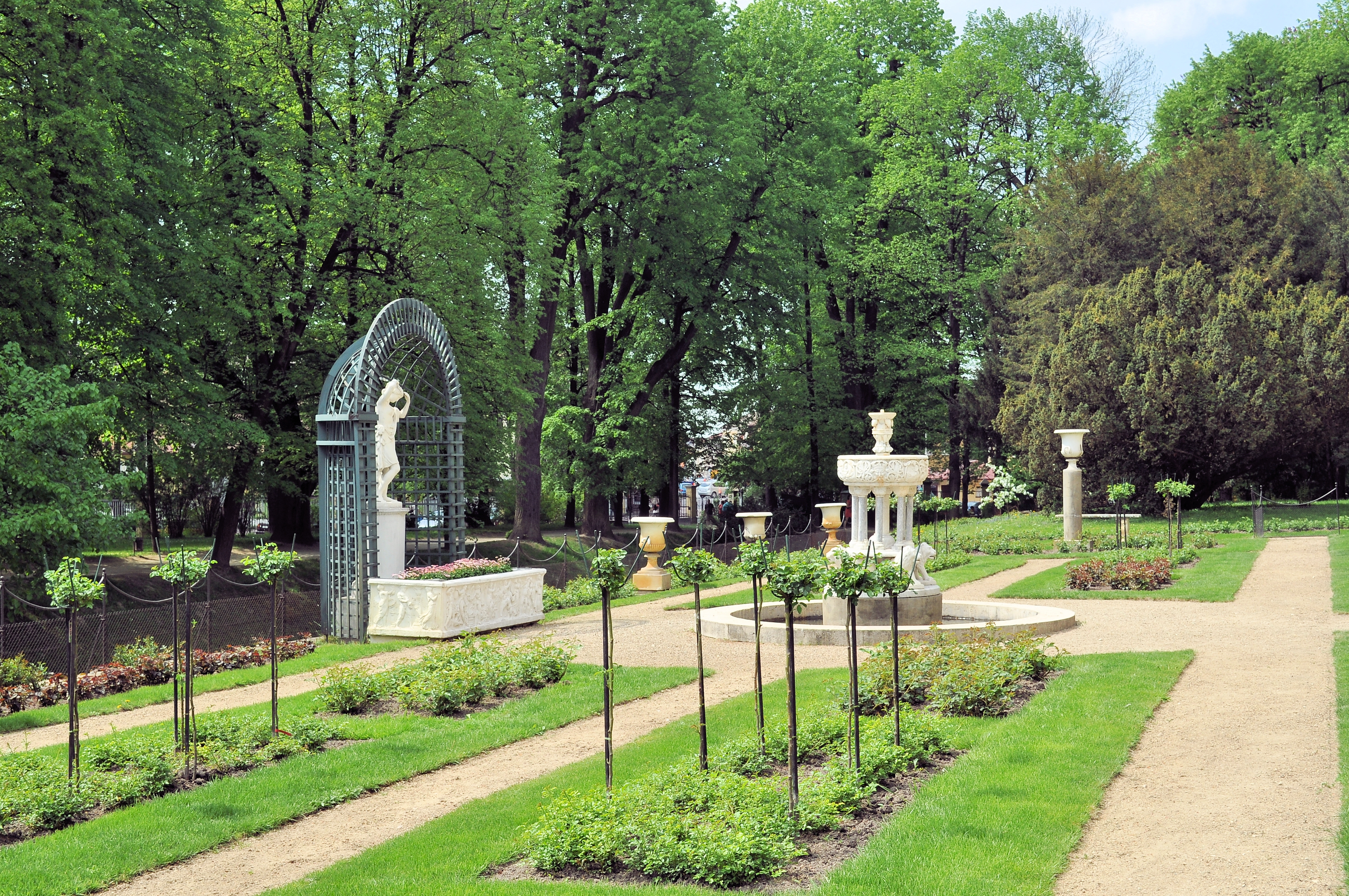
Ogród Różany
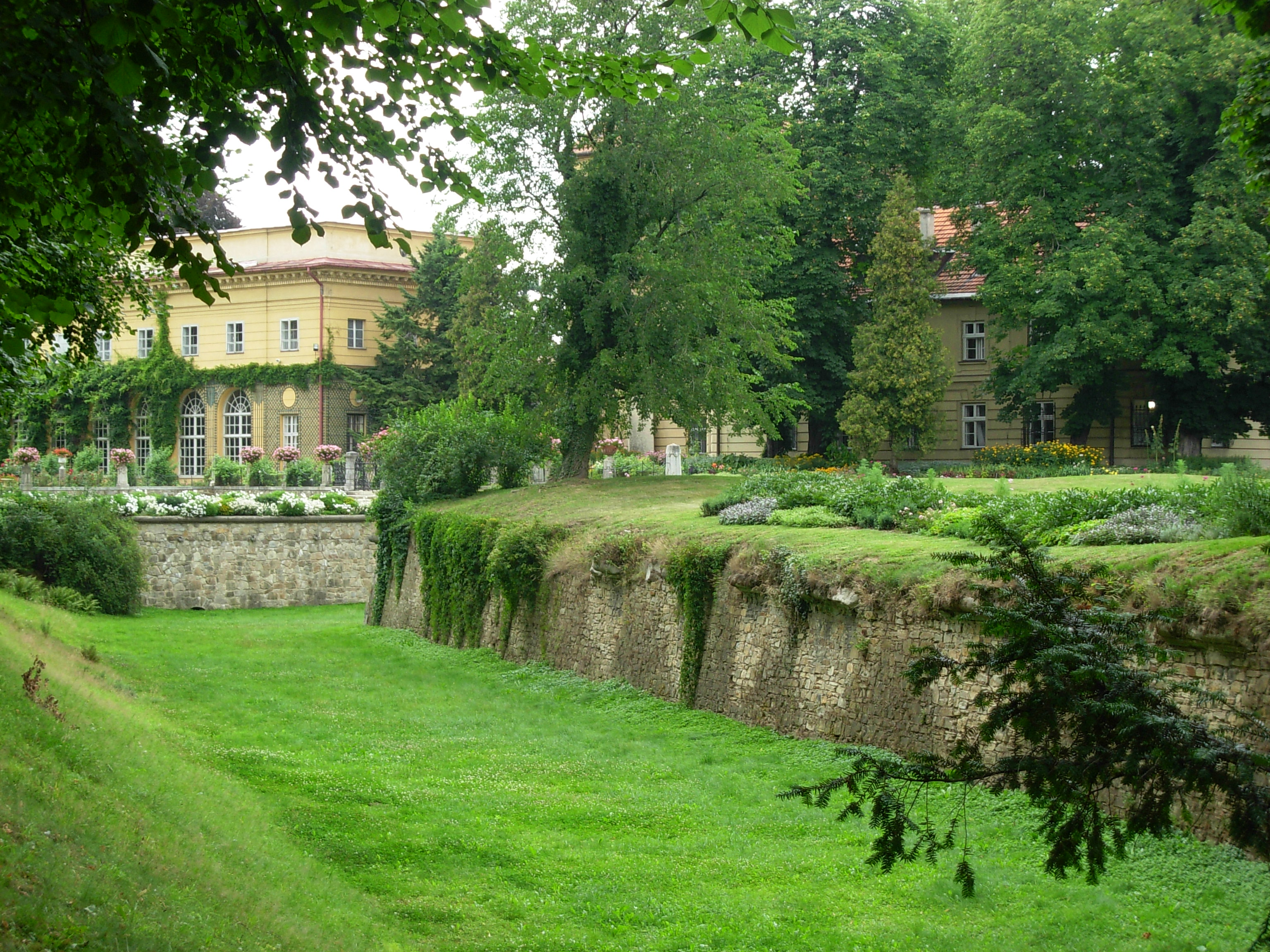
Fosa
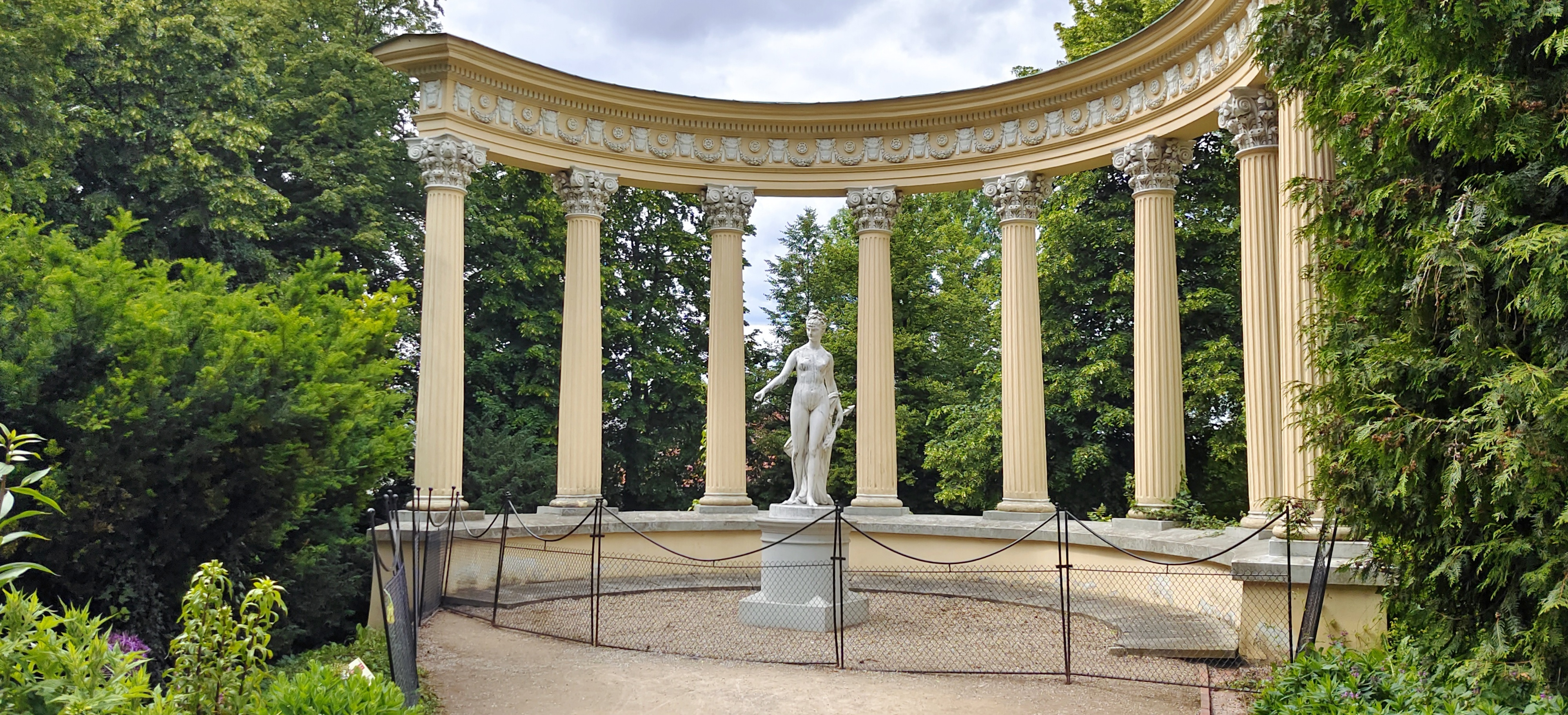
Glorieta
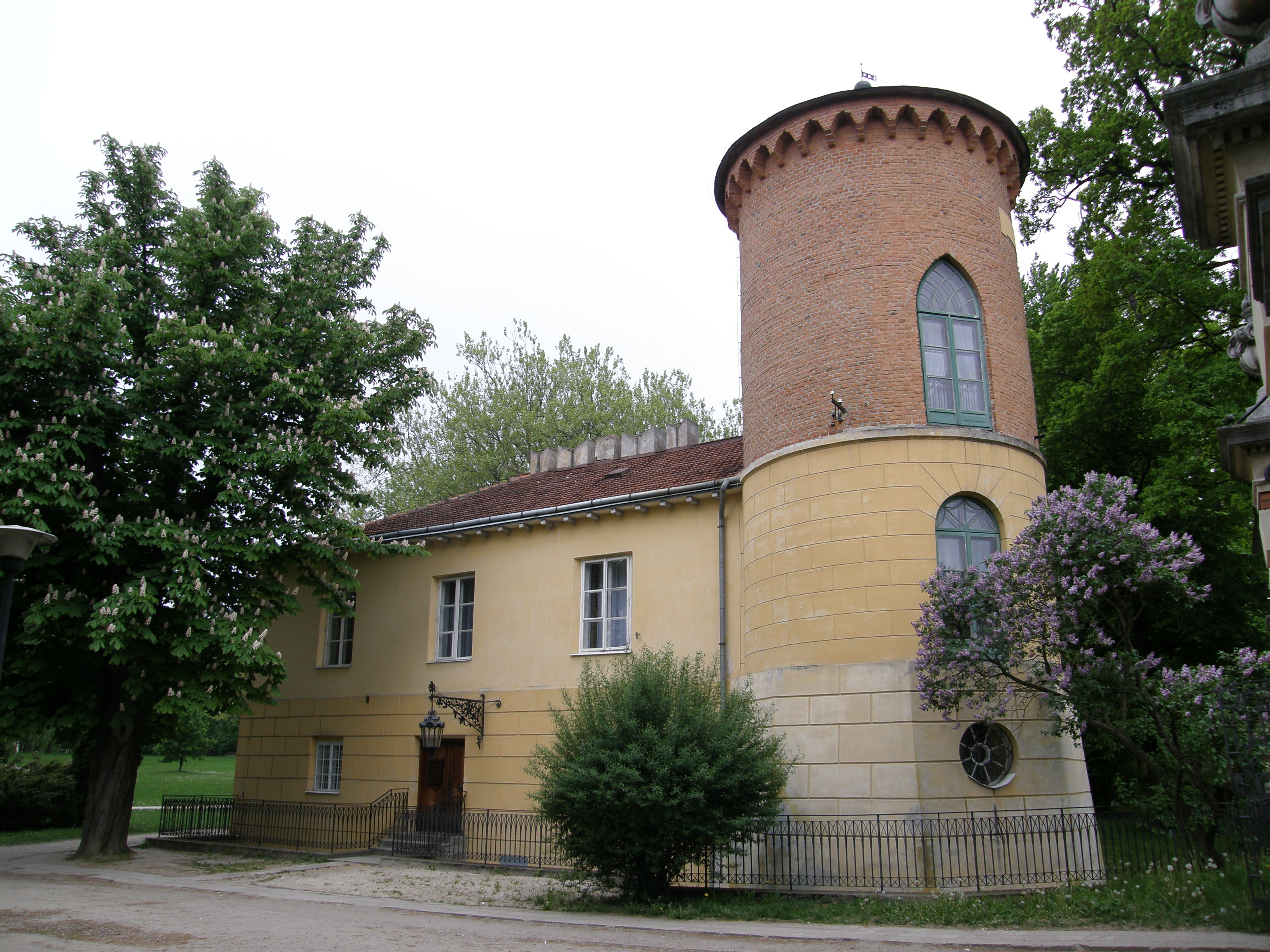
Zameczek romantyczny
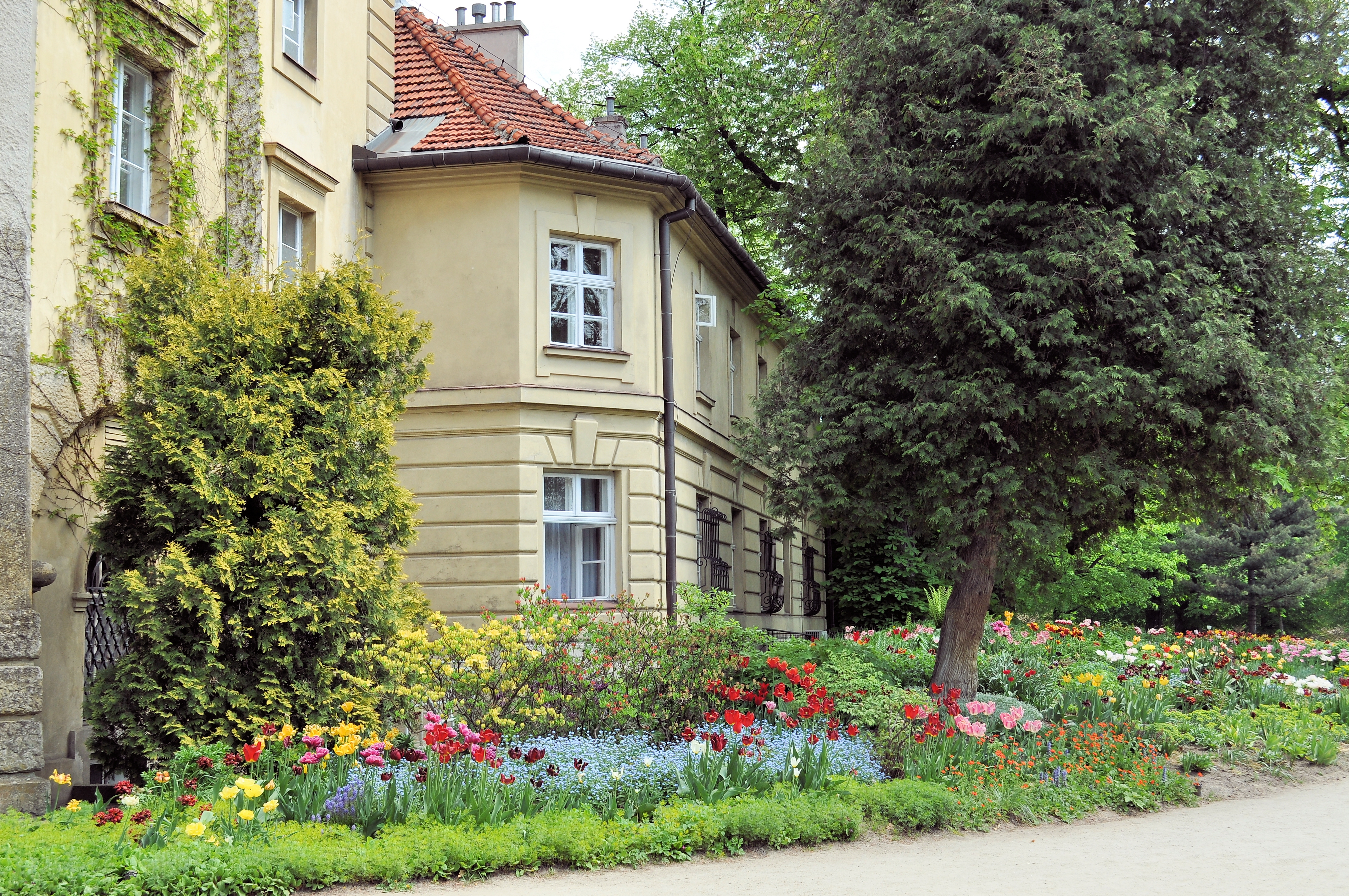
Ogród bylinowy
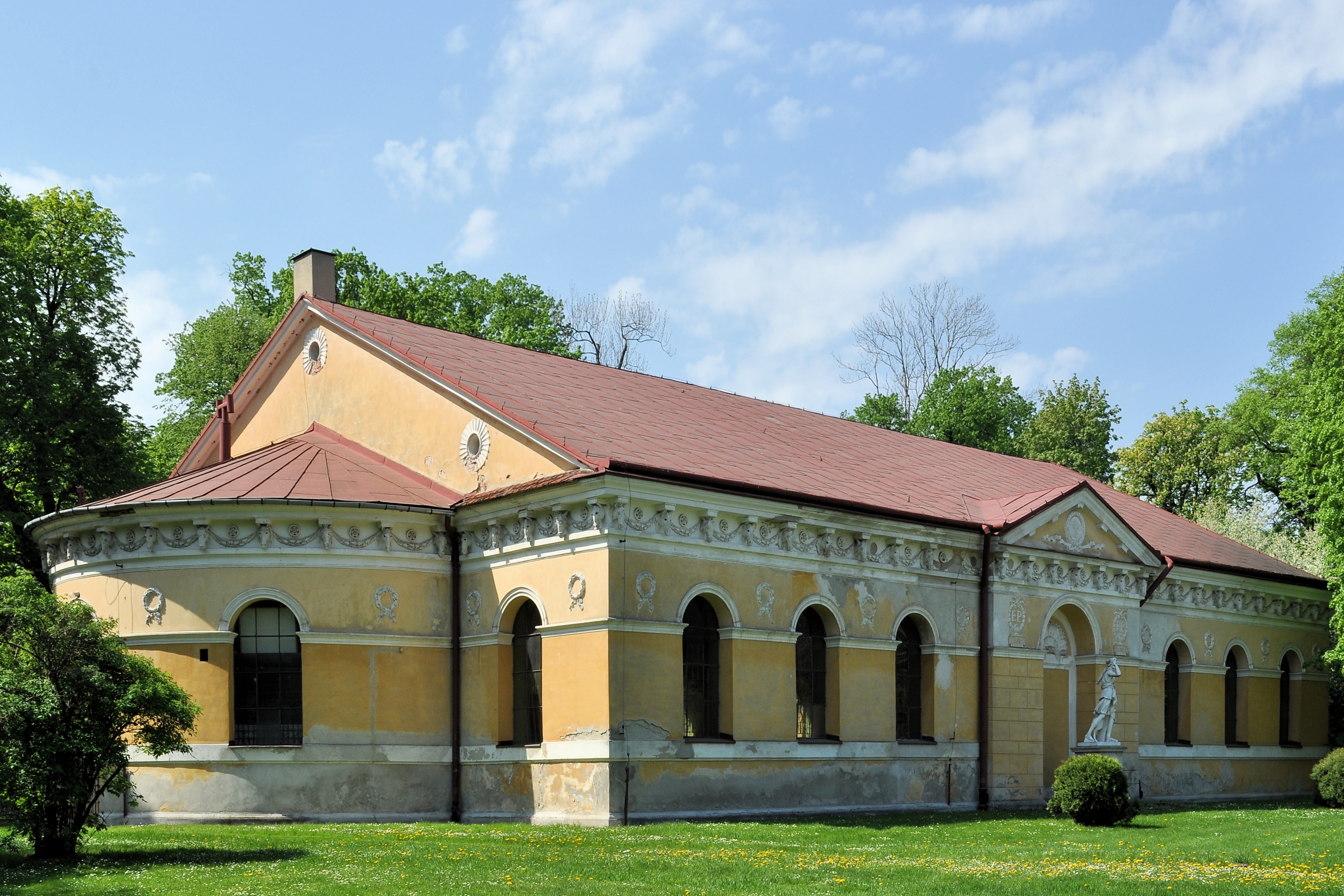
Ujeżdżalnia (obecnie Centrum Edukacji Tradycji)
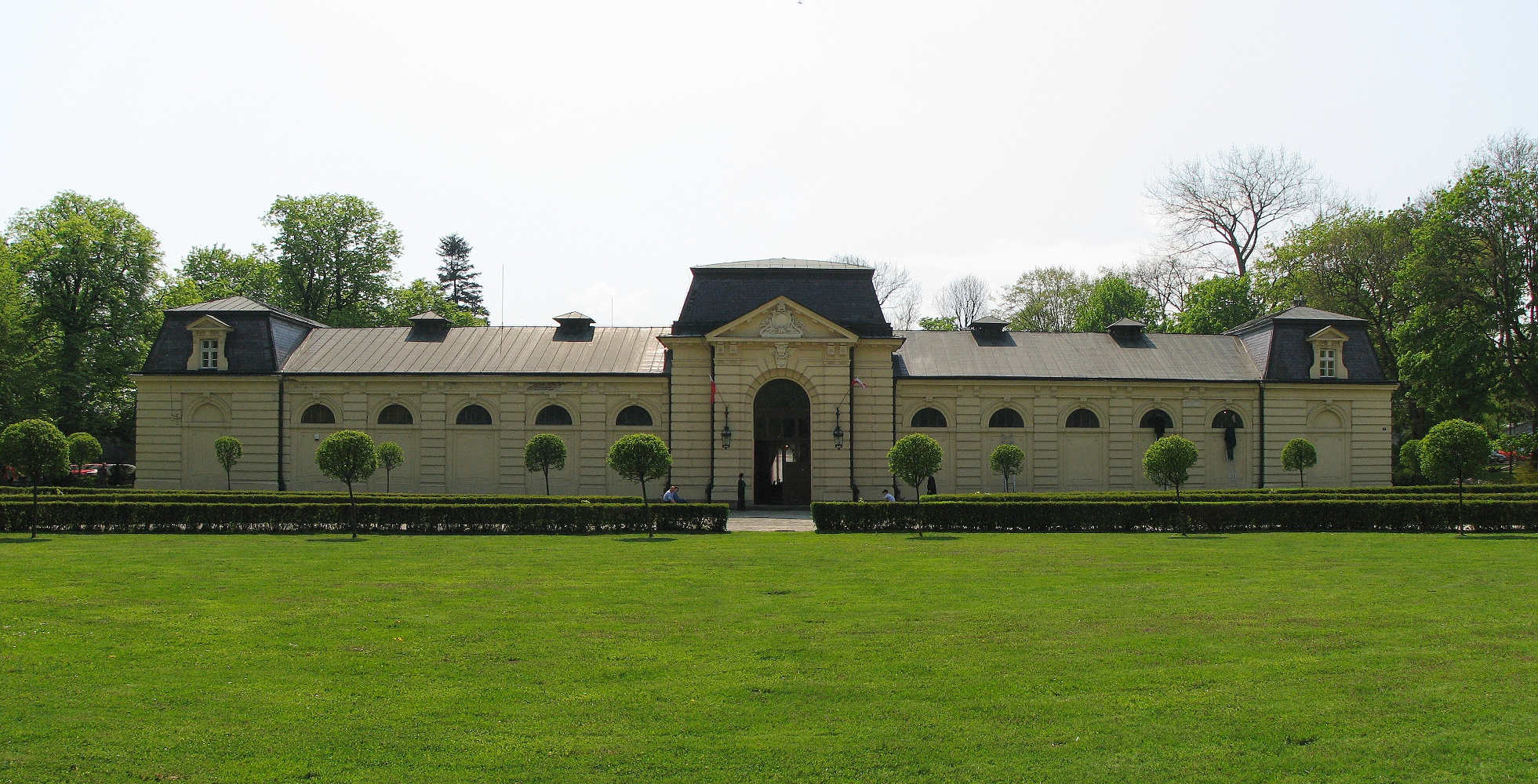
Stajnie
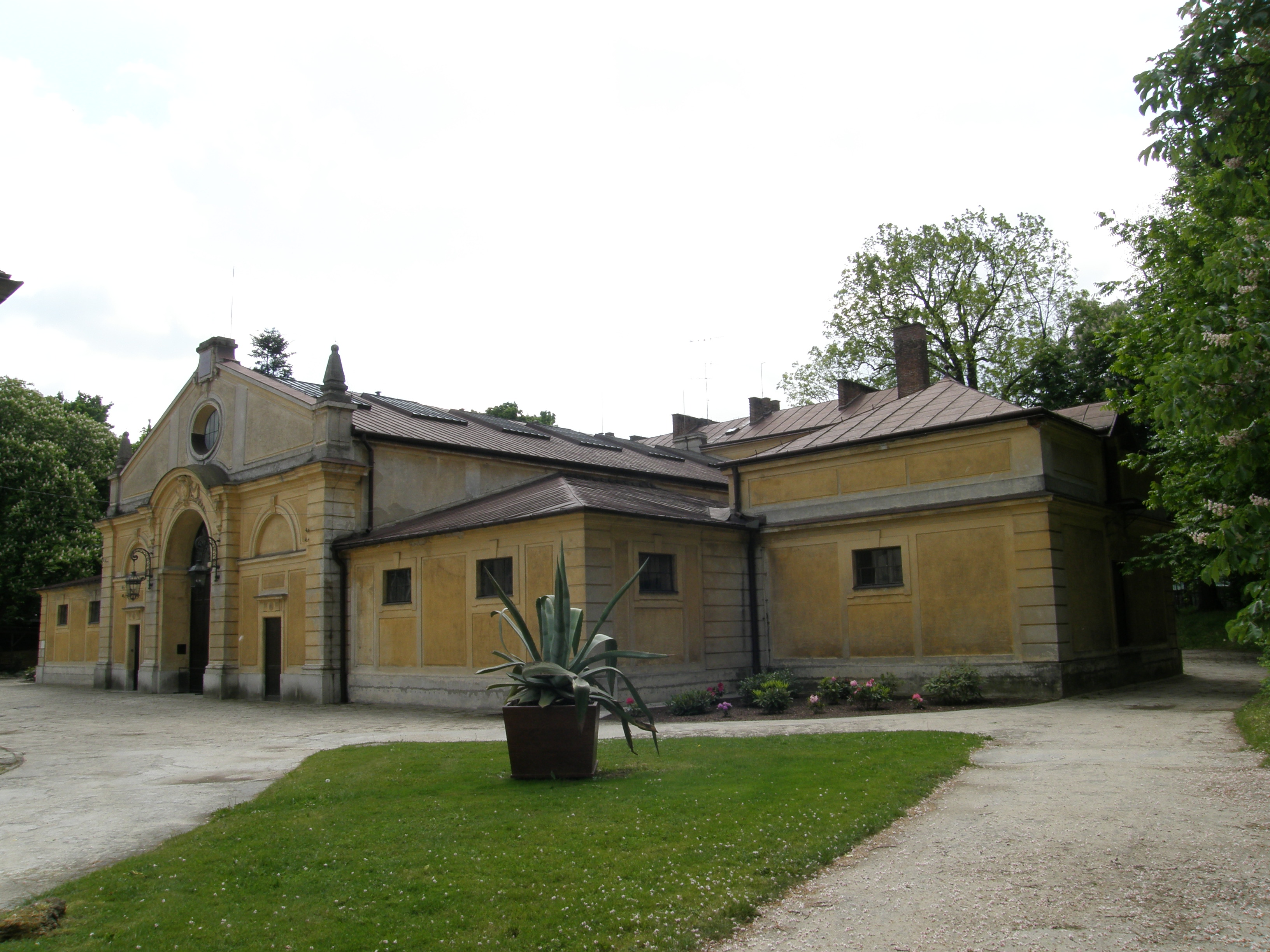
Wozownia
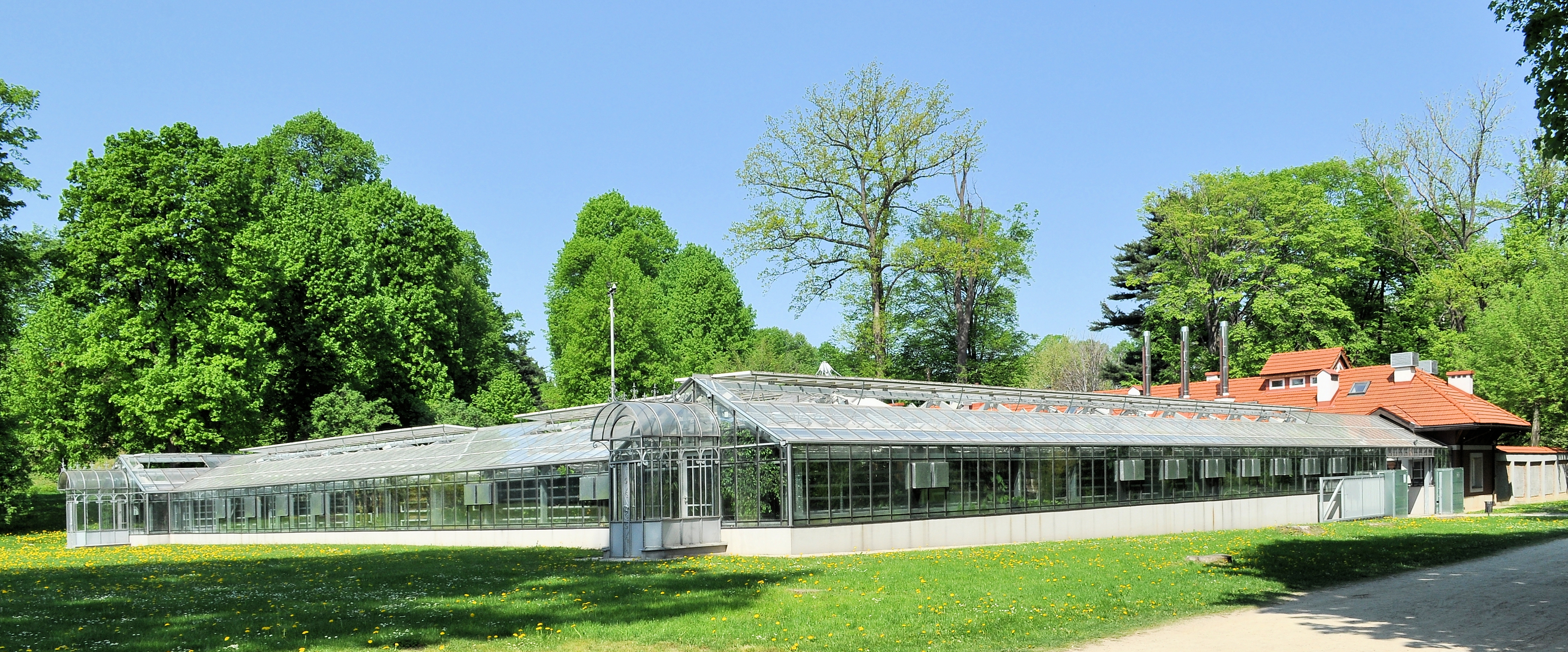
Storczykarnia
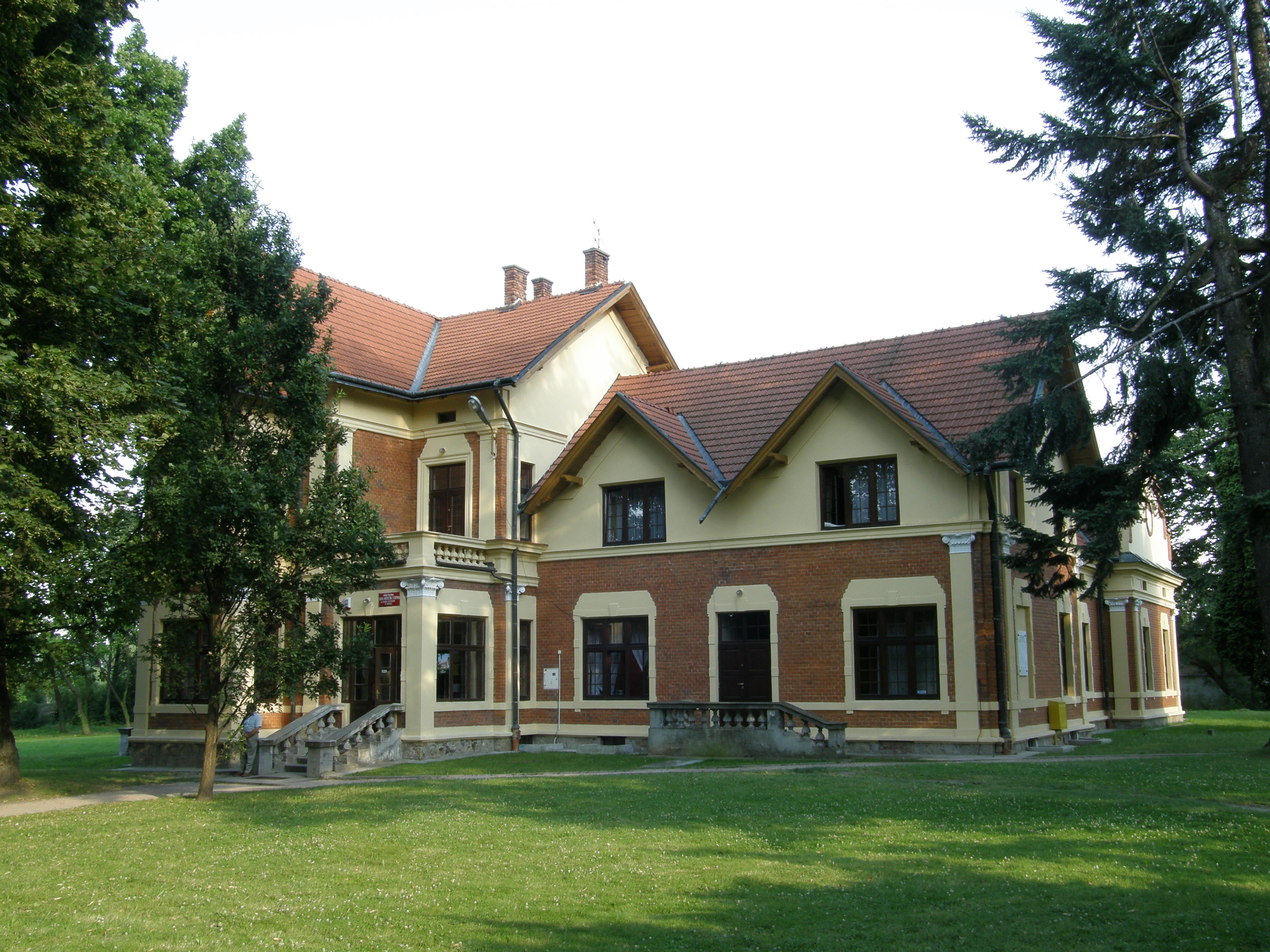
Dom Ogrodnika (obecnie Szkoła Muzyczna)
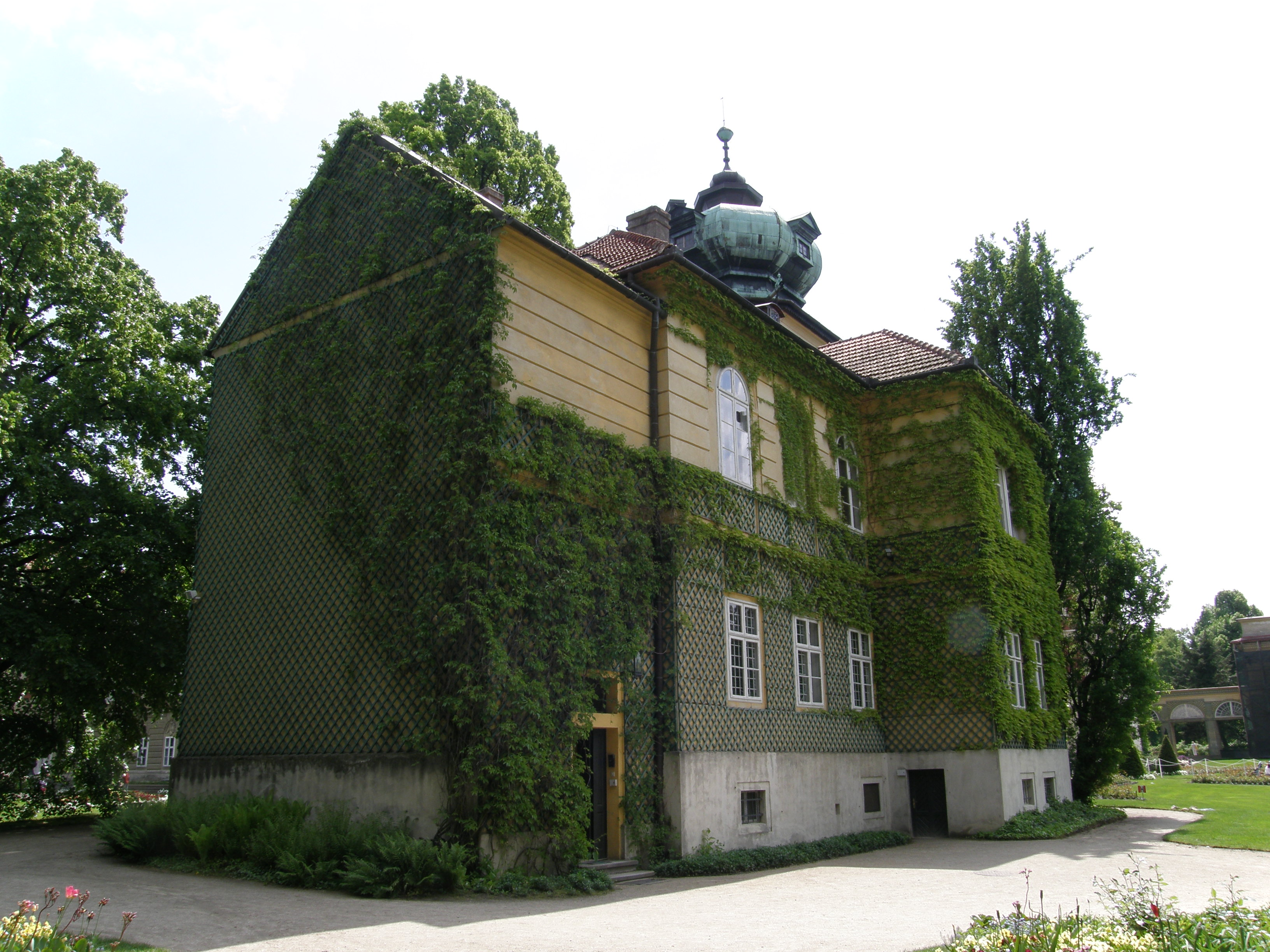
Biblioteka
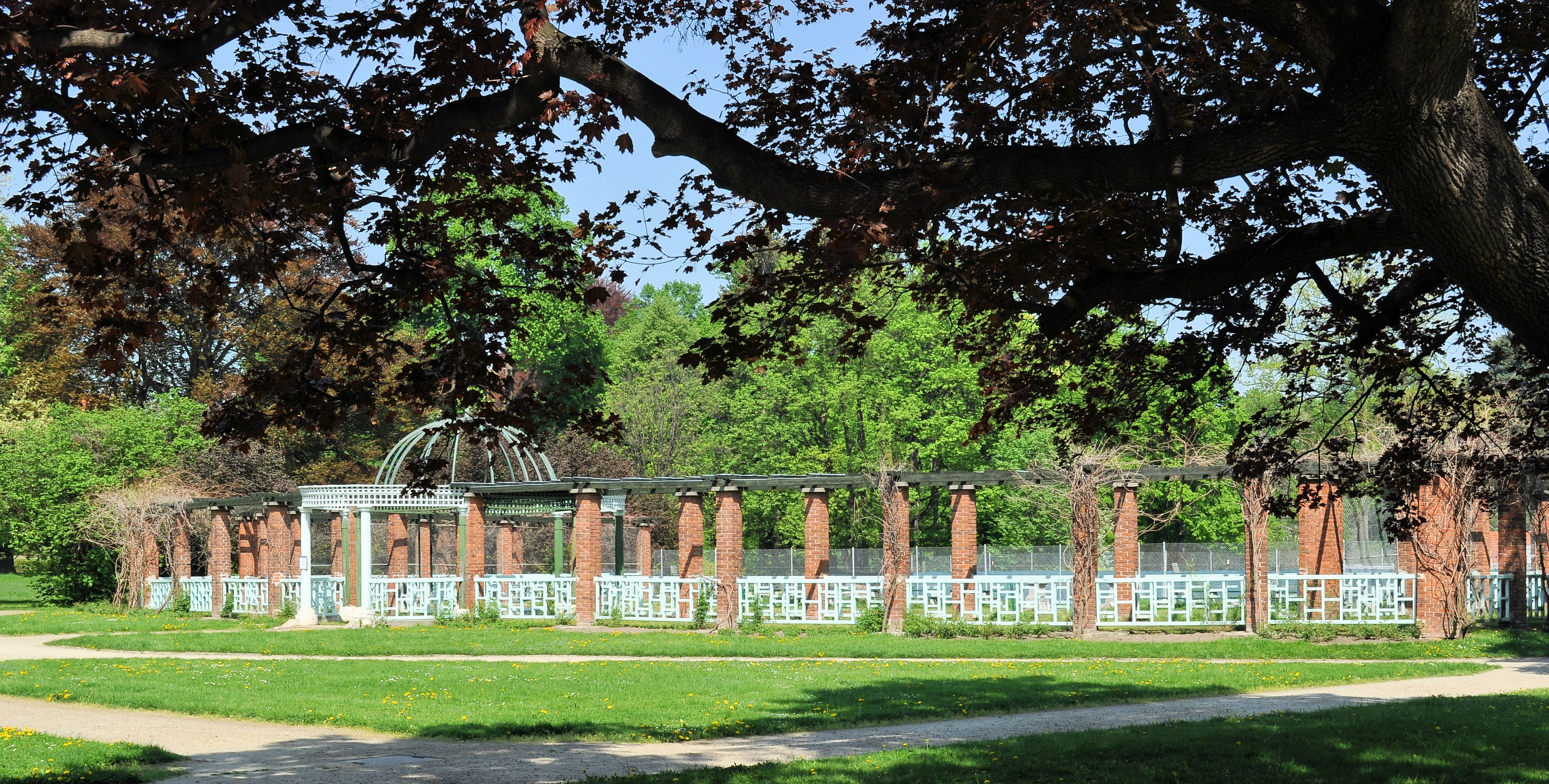
Korty tenisowe
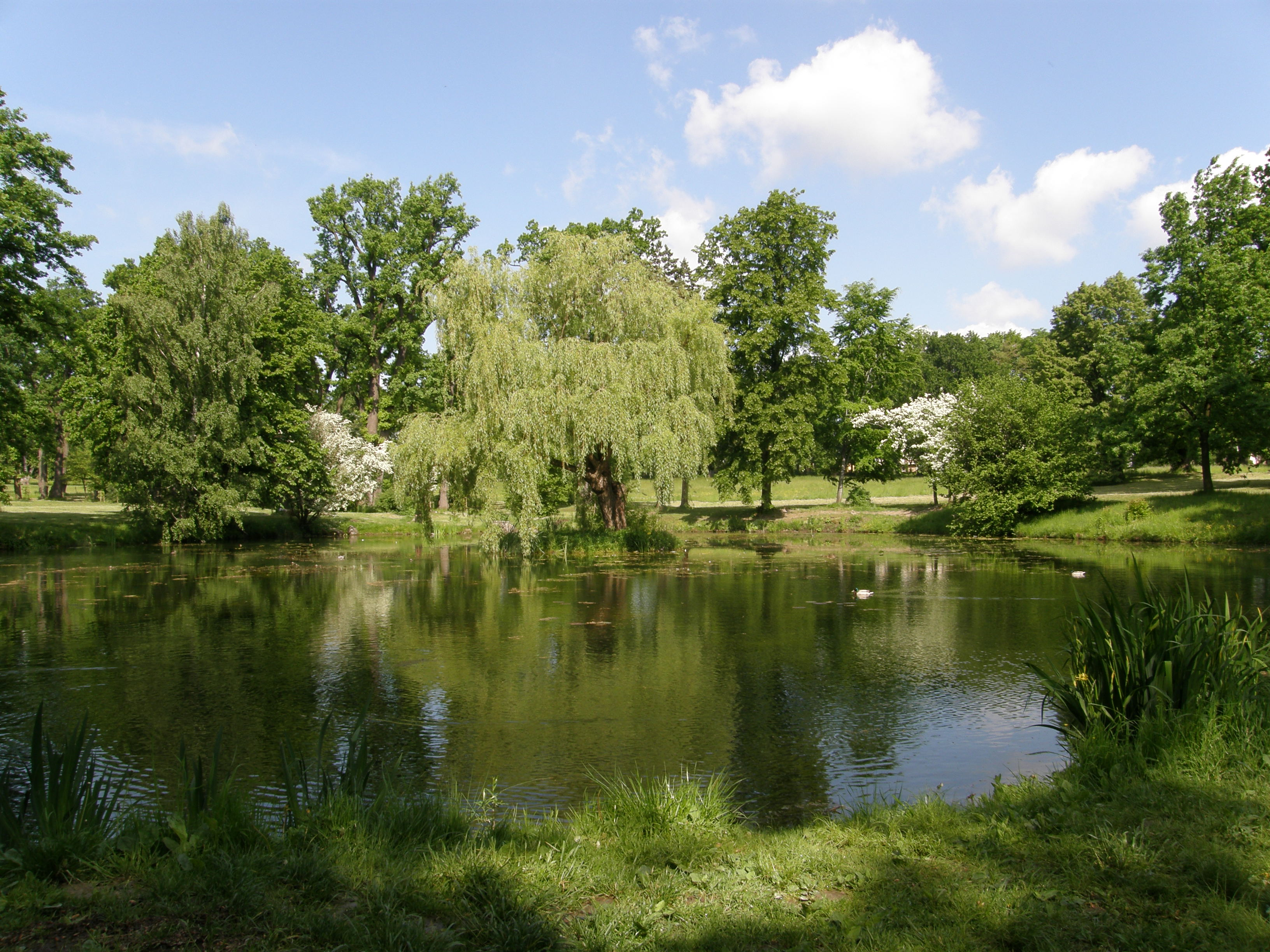
Staw